# هانسان: خیزش اژدها
هانسان: خیزش اژدها (کره‌ای: 한산: 용의 출현; لاتین‌نویسی اصلاح‌شده: Hansan: Yongui Chulhyeon) یک فیلم اکشن جنگی محصول سال ۲۰۲۲ کره جنوبی به کارگردانی کیم هان مین است. این فیلم، دنبالهٔ فیلم دریاسالار: امواج خروشان (۲۰۱۴) است. این فیلم واقعه تاریخی نبرد هانسان را به تصویر می‌کشد که پنج سال قبل از نبرد میونگ‌نیانگ است که در فیلم دریاسالار نشان داده شد. هانسان: خیزش اژدها در ۲۷ ژوئیه ۲۰۲۲ منتشر شد.همچنین از ۲ دسامبر ۲۰۲۲ برای استریم در نتفلیکس قابل دسترسی است.